# Valentino Ongaro
Angelo Valentino Ongaro (Gandino, 20 febbraio 1912 – Pizzino, 24 marzo 2002) è stato un presbitero e compositore italiano.

## Biografia
Figlio di Santa Nosari e Angelo Ongaro, fu ordinato sacerdote dal vescovo Adriano Bernareggi e il 22 maggio 1937 destinato a Serina come coauditore parrocchiale. In seguito venne nominato cappellano regionale dei decorati di guerra.

### Gli anni della resistenza
Nel dicembre del 1943 fu prelevato dai tedeschi a Serina e portato al Collegio Baroni di Bergamo, all'epoca sede delle carceri del tribunale militare tedesco. Lì, venne minacciato e torturato per la sua attività a sostegno dei giovani che dopo l'8 settembre 1943 si rifiutarono di arruolarsi nell'esercito della neonata Repubblica di Salò e i prigionieri evasi dal campo di concentramento della Grumellina.
Sette anni più tardi venne trasferito come parroco a Pizzino in Val Taleggio, dove il 4 aprile 1944 si insediò. Inizialmente volle rifiutare in quanto all'epoca la Val Taleggio era ritrovo di partigiani e di sovversivi. In poco tempo divenne bersaglio dei nazifascisti. Dal 10 maggio 1944 fino a giugno assistette a diversi episodi che lo coinvolsero direttamente nella lotta partigiana. Il 27 giugno 1944, mentre si trovava a Serina, la canonica di Pizzino venne data alle fiamme a causa di una spia tedesca che mostrò ai nazisti le munizioni. Di ritorno, dopo aver scorto diversi cadaveri lungo la via del ritorno, chiese aiuto al sacerdote del vicino paese di Sottochiesa.
Dopo il rastrellamento decise di ritirarsi a Serina, a Zambla e sul Monte Farno nell'abitazione dei genitori. Per poco il 29 agosto del 1944 evitò un rastrellamento nazifascista mentre si trovava a Gandino. Per un breve periodo, per sfuggire ad un'accusa che lo vede coinvolto in una cospirazione si ritirò a Martinengo e poi all'Albenza, paese natale della perpetua. Percorrendo strade secondarie giunse a Serina e poi a Pagliaro fino a raggiungere Gandino il 27 novembre dello stesso anno. Esattamente due mesi dopo la casa dei genitori venne perquisita da venti soldati della Repubblica di Salò. Il 9 febbraio entrò in possesso di un lasciapassare ricevuto tramite un accordo tra il vescovo Bernareggi e il comandante austriaco delle SS Fritz Langer.
Il 12 aprile 1945 fu ancora testimone di un rastrellamento e protagonista di uno scontro con i soldati tedeschi.

### Il dopoguerra

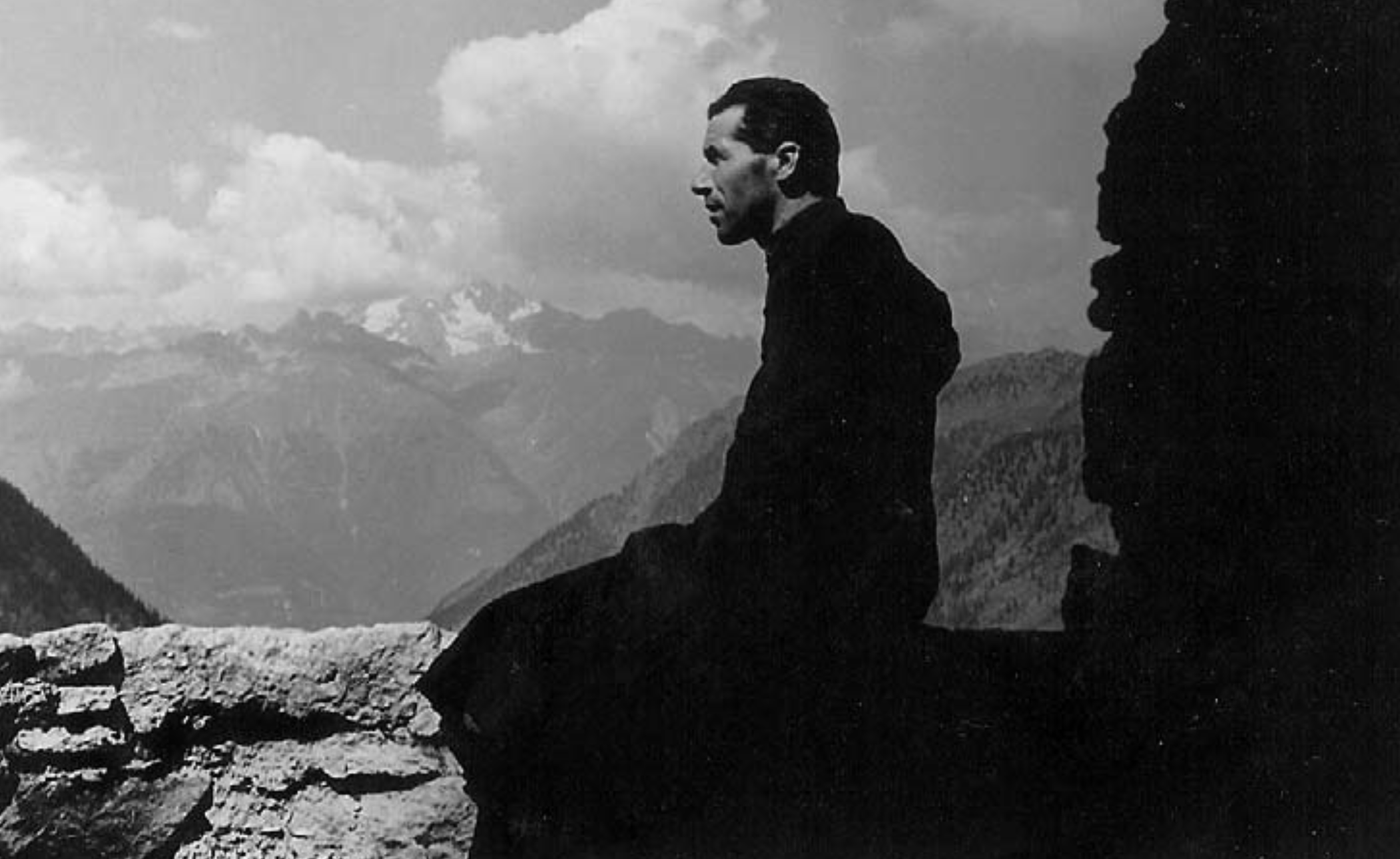
Don Valentino Ongaro durante il periodo trascorso sul Monte Farno

Negli anni del dopoguerra, segnati dallo spopolamento e dalla ricerca di condizioni migliori da parte degli abitanti della valle, Valentino Ongaro si fece promotore di una nuova stagione di rinnovamento per l'intera comunità. Grazie ad una stretta collaborazione con altri sacerdoti oriundi della valle iniziò la costruzione della Colonia di Salzana. Attraverso la solida amicizia con don Battista Restelli, compositore e presbitero cremonese, compose pezzi di musica popolare, ancora oggi in voga in val Taleggio.

### La nomina a Monsignore, gli ultimi anni e la morte
Il 20 agosto 1987, contestualmente al pensionamento e al cinquantesimo di ordinazione sacerdotale, venne nominato Cappellano di Sua Santità dal vescovo di Bergamo Giulio Oggioni durante la festa patronale di Santa Vittoria.
Nel 2001 ricevette dalla Comunità Montana Valle Brembana la medaglia d'oro al valore umano, sacerdotale e comunitario.
Morì il 24 marzo 2002 dopo essere stato parroco di Pizzino per 58 anni. La solenne celebrazione funebre tenutasi in chiesa a Pizzino il 26 marzo è stata officiata dal vescovo ausiliare mons. Lino Bortolo Belotti e dal parroco don Sandro Baronchelli. Le spoglie di Valentino Ongaro riposano nel piccolo cimitero del paese.